# سم فیلیپس
سم فیلیپس (انگلیسی: Sam Phillips؛ زاده ۲۵ فوریهٔ ۱۹۶۶) بازیگر و مانکن زن اهل ایالات متحده آمریکا است.

## گزیده فیلمشناسی
از فیلم‌ها یا برنامه‌های تلویزیونی که وی در آن نقش داشته‌است می‌توان به آثار زیر اشاره کرد.
- تصویر ذهنی ۲ (۱۹۸۸)